# Hirikalale, Krishnarajpet
Hirikalale là một làng thuộc tehsil Krishnarajpet, huyện Mandya, bang Karnataka, Ấn Độ.